# 博丁·帕拉
博丁·帕拉（1994年12月20日—），泰国足球运动员，司职边锋。現效力於泰超俱乐部泰港，也代表泰国国家足球队。

## 荣誉

### 俱乐部
曼谷玻璃
- 泰国足总杯冠军：2014

武里南联
- 泰国甲级足球联赛冠军：2017

泰港
- 泰国足总杯冠军：2018

### 国家队
泰国
- 东南亚足球锦标赛冠军：2020、2022
- 泰王杯 ：2016、2017